# كاثرين جاكوب
كاثرين جاكوب (بالفرنسية: Catherine Jacob )‏ (و. 1956 – م) هي ممثلة، من فرنسا، ولدت في باريس.

## التعليم
تعلمت في مدرسة فلوران ‏.

## وصلات خارجية
- كاثرين جاكوب على موقع IMDb (الإنجليزية)
- كاثرين جاكوب على موقع ألو سيني (الفرنسية)
- كاثرين جاكوب على موقع ميوزك برينز (الإنجليزية)
- كاثرين جاكوب على موقع أول موفي (الإنجليزية)
- كاثرين جاكوب على موقع قاعدة بيانات الأفلام السويدية (السويدية)
- كاثرين جاكوب على موقع إن إن دي بي (الإنجليزية)
- كاثرين جاكوب على موقع ديسكوغز (الإنجليزية)
- كاثرين جاكوب على موقع قاعدة بيانات الفيلم (الإنجليزية)
- كاثرين جاكوب على موقع كينوبويسك (الروسية)